# Мятлик Саксонова
Мятлик Саксонова (лат. Poa saksonovii) — вид травянистых растений рода Мятлик (Poa) семейства Злаки (Poaceae).
Вид назван в честь российского ботаника Сергея Владимировича Саксонова.

## Распространение и экология
Узколокальный эндемик Жигулёвской возвышенности: северный макросклон Жигулёвских гор в Волжском и Ставропольском районах Самарской области. Ксеромезофит, кальцефит, эрозиофил, облигатный петрофит. Растёт на скальных (известняковых) обнажениях под пологом сосново-широколиственных лесов.

## Ботаническое описание
Дерновинное травянистое растение, 50—80 см высотой. Стебли довольно сильно шероховатые, с самым верхним узлом, расположенным в нижней трети стебля и часто выступающим из влагалищ. Листья 1—2,8 мм шириной, с обеих сторон шероховатые, вдоль свёрнутые или плоские. Влагалища более или менее шероховатые. Язычки 1—2,5 мм длиной.
Метёлки 8—15 см длиной, рыхлые, но обычно сжатые, с шероховатыми веточками до 5 см длиной. Колоски 4—5,5 мм длиной, с 2—5 цветками и коротковолосистой остью. Колосковые чешуи 2,5—3,5 мм длиной. Нижние цветковые чешуи 3—3,8 мм длиной, вдоль жилок внизу довольно обильно и длинноволосистые, на каллусе с длинными и извилистыми волосками. Верхние цветковые чешуи вдоль килей шероховатые.
Цветёт в июне—июле. Размножается семенами.

### Родство
Возможно, происходит от гибридизации степного Poa transbaicalica Roshev. c северным Poa tanfiljewii Roshev.
От наиболее близких видов отличается: от Poa transbaicalica — волосистой осью колоска и более высокими стеблями, от Poa tanfiljewii — сильно шероховатыми стеблями и более длинными язычками.

## Охрана
Вид внесён в Красную книгу Самарской области (охраняется на территории Жигулёвского заповедника и национального парка «Самарская Лука»).